# Elecciones estatales de Chiapas de 1988
Las elecciones estatales de Chiapas de 1988 se realizaron el domingo 6 de julio de 1988, simultáneamente con las elecciones federales, y en ellas fueron renovados los siguientes cargos de elección popular del estado mexicano de Chiapas:
- Gobernador de Chiapas. Titular del poder ejecutivo del estado y electo para un periodo de seis años no renovables en ningún caso. El candidato electo fue Patrocinio González Garrido.
- 112 ayuntamientos. Compuestos por un presidente municipal y sus regidores, electos para un periodo de tres años no reelegibles para el periodo inmediato.
- 15 diputados del Congreso del Estado. Electos para un periodo de tres años para integrar la LVII Legislatura.

## Resultados

### Gobernador
|  | 89.08 % |

|  | 5.34 % |

|  | 2.17 % |

|  | 2.05 % |

|  | 1.00 % |

|  | 0.27 % |

|  | 99.93 % |

|  | 0.07 % |

### Congreso del Estado de Chiapas
|  | 89.20 % |

|  | 4.79 % |

|  | 2.49 % |

|  | 2.12 % |

|  | 1.07 % |

|  | 0.31 % |

### Ayuntamientos
|  | 85.07 % |

|  | 4.67 % |

|  | 4.13 % |

|  | 2.36 % |

|  | 1.74 % |

|  | 0.94 % |

|  | 0.12 % |

|  | 99.09 % |

|  | 0.91 % |